# 產品陳列室

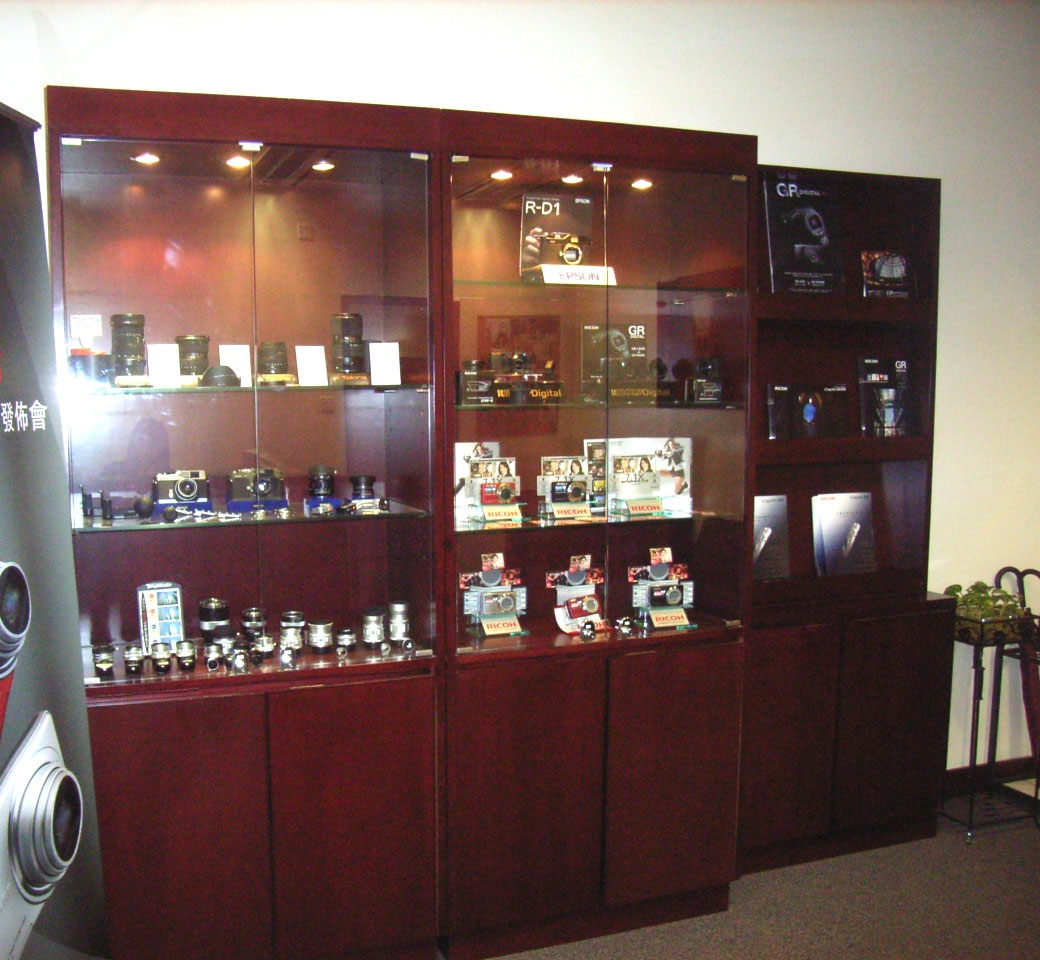
一個相機產品的陳列室

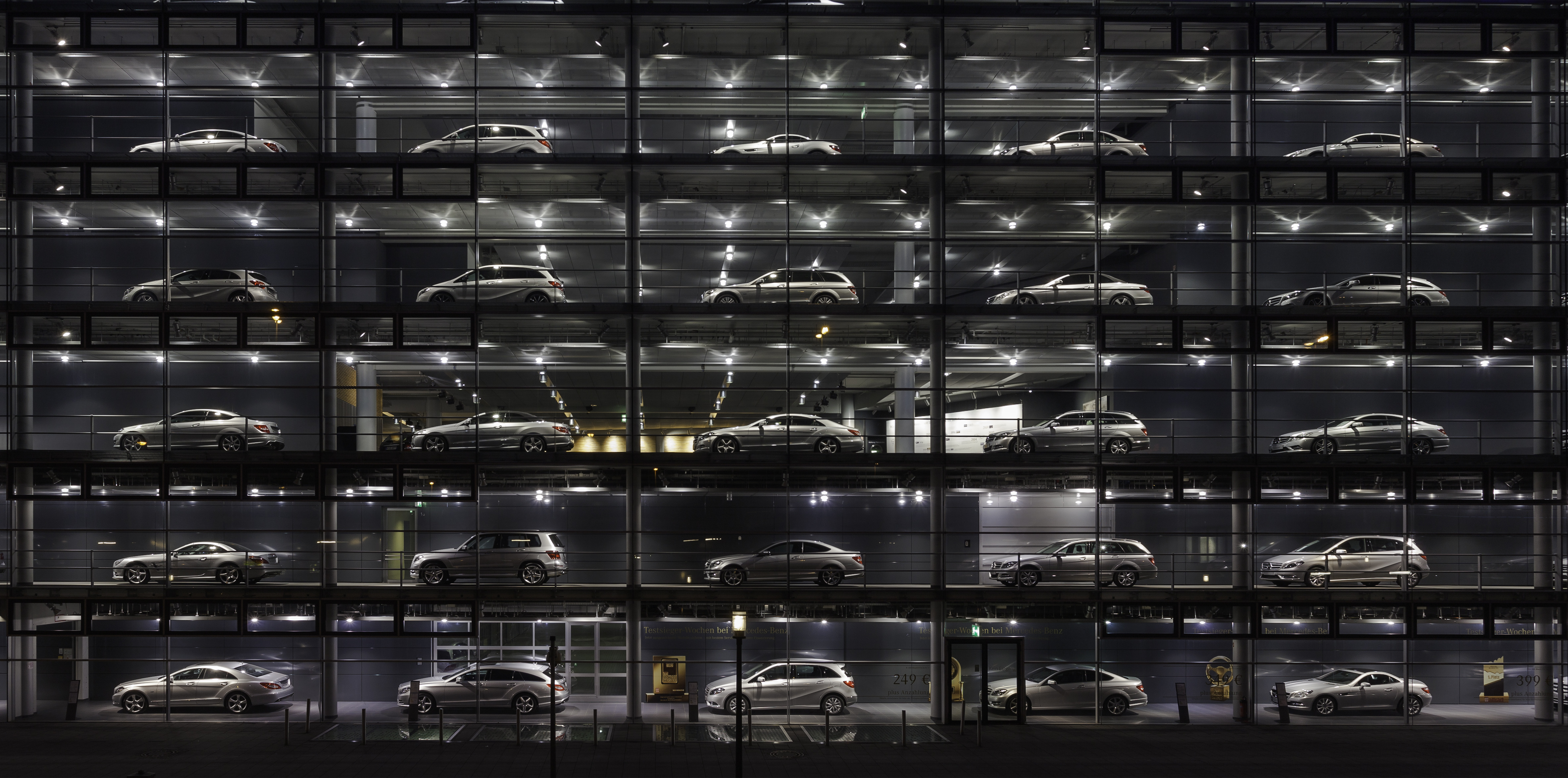
梅賽德斯-賓士在慕尼黑的經銷商所設置的產品展示間

產品陳列室，簡稱產品展示間，陳列室或稱為展示間，是用於展覽商品，模型或物料的地方，可以設於商店或商場內，或者單獨由一個房間或獨立建物組成。主要功能係供顧客現場零距離觀察，作為即將採購的参考。在陳列室展示的商品稱為展覽品，是樣品。例如家用電器陳列室，客人多數都要「新貨」，不是那件「陳列品」。
產品陳列室未必是寬大如車行、家具店、室內設計公司等。例如格仔店，也是產品陳列室，在電子商貿的世界，消費者也想親身檢視實物，才決定上網購買。因此在電子商貿的環境，實物賣家也會利用商品陳列室輔助市場和銷售。